# Pocancy
Pocancy ist eine französische Gemeinde mit 177 Einwohnern (Stand: 1. Januar 2022) im Département Marne in der Region Grand Est (vor 2016 Champagne-Ardenne). Sie gehört zum Arrondissement Épernay (bis 2017 Châlons-en-Champagne) und zum Kanton Vertus-Plaine Champenoise. 

## Lage
Pocancy liegt etwa 40 Kilometer südsüdöstlich von Reims. Hier mündet das Flüsschen Berle in die Somme-Soude. Umgeben wird Pocancy von den Nachbargemeinden Athis im Norden, Champigneul-Champagne im Norden und Osten, Thibie im Südosten, Vélye im Süden, Vouzy im Südwesten, Saint-Mard-lès-Rouffy im Westen sowie Les Istres-et-Bury im Nordwesten.

## Bevölkerungsentwicklung
| Jahr                       | 1962 | 1968 | 1975 | 1982 | 1990 | 1999 | 2006 | 2011 | 2018 |
| -------------------------- | ---- | ---- | ---- | ---- | ---- | ---- | ---- | ---- | ---- |
| Einwohner                  | 164  | 177  | 214  | 191  | 191  | 178  | 163  | 162  | 175  |
| Quellen: Cassini und INSEE |      |      |      |      |      |      |      |      |      |

## Sehenswürdigkeiten

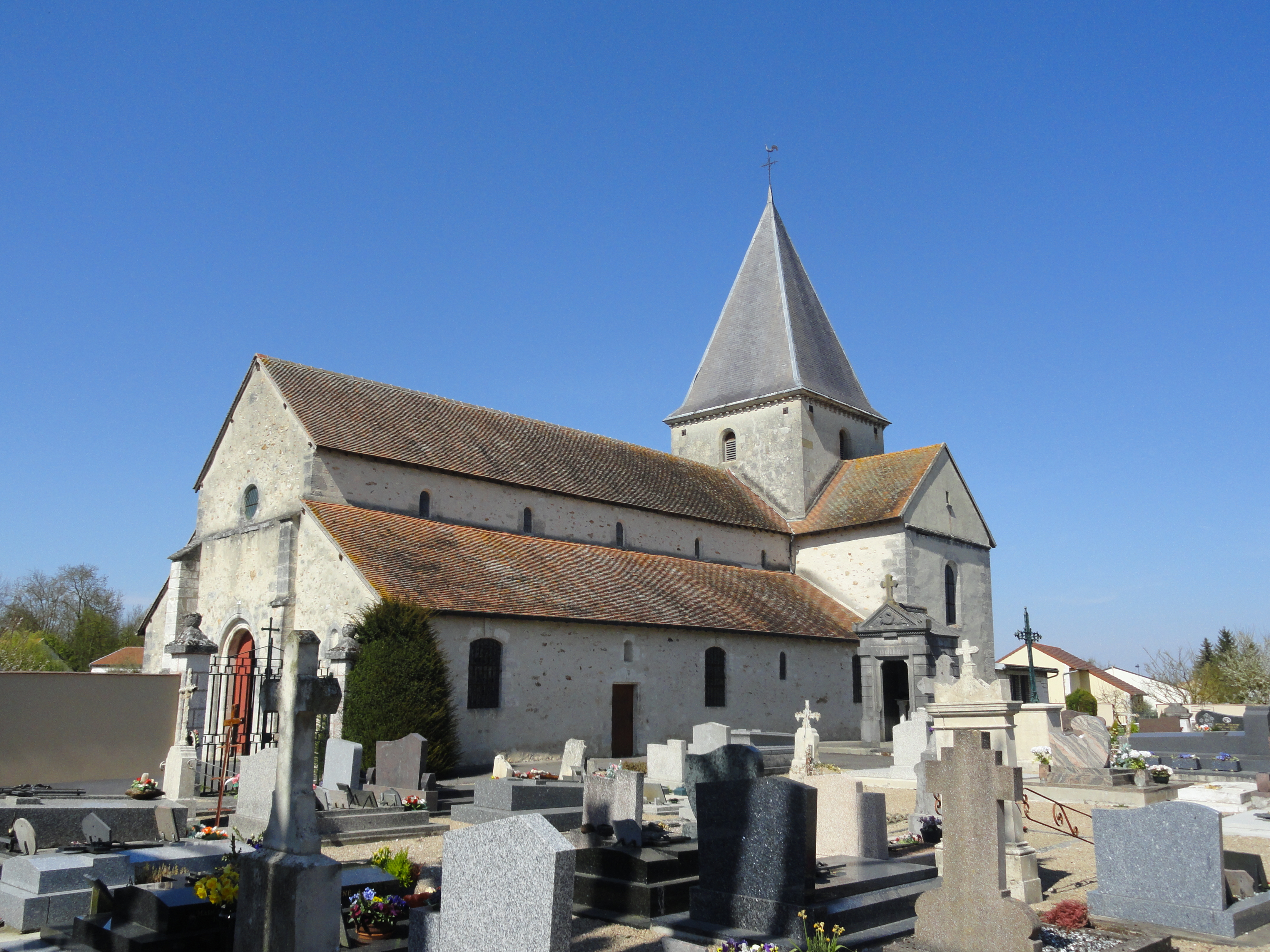
Kirche Saint-Louvent
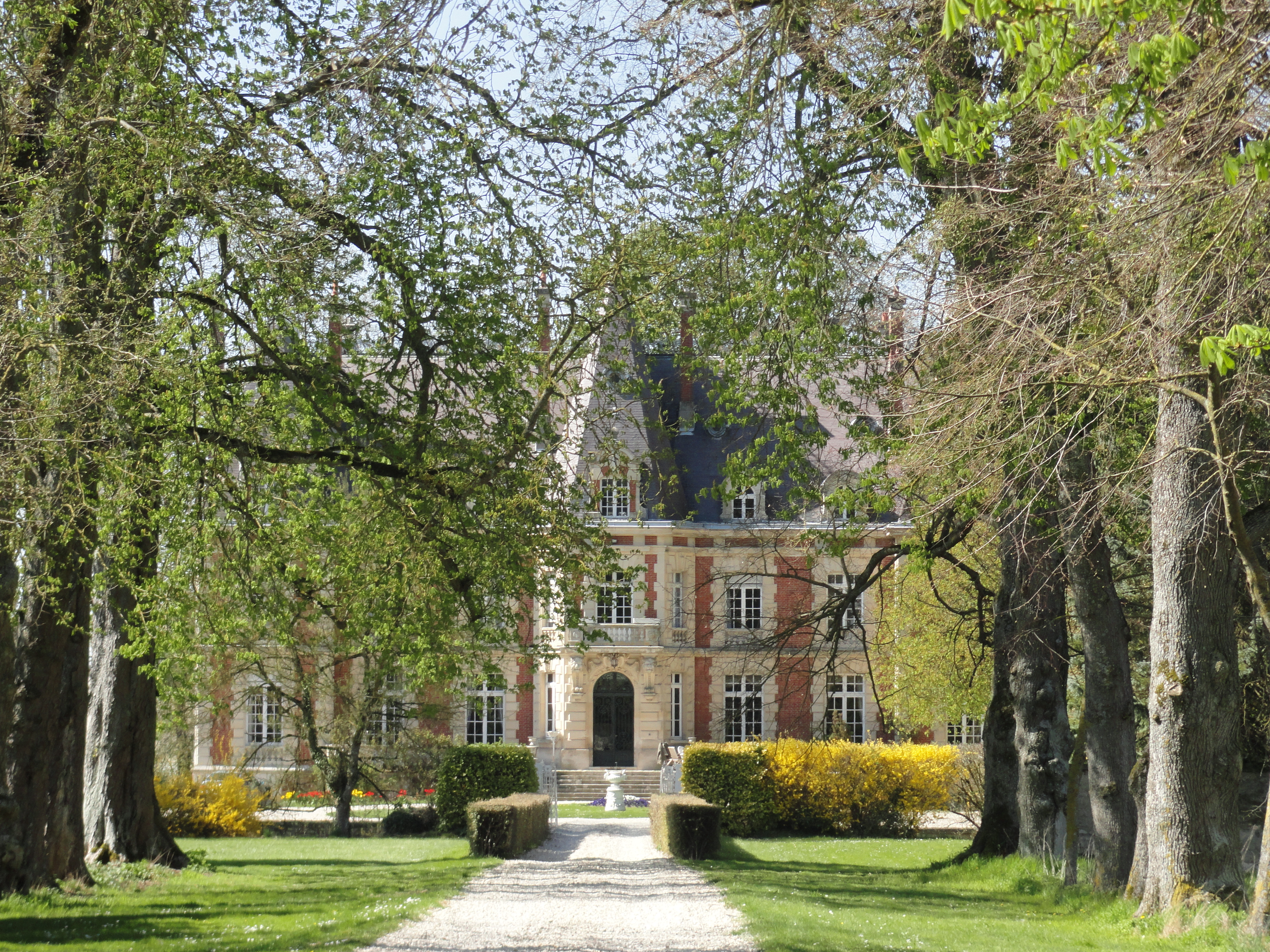
Schloss Pocancy aus dem Jahre 1913
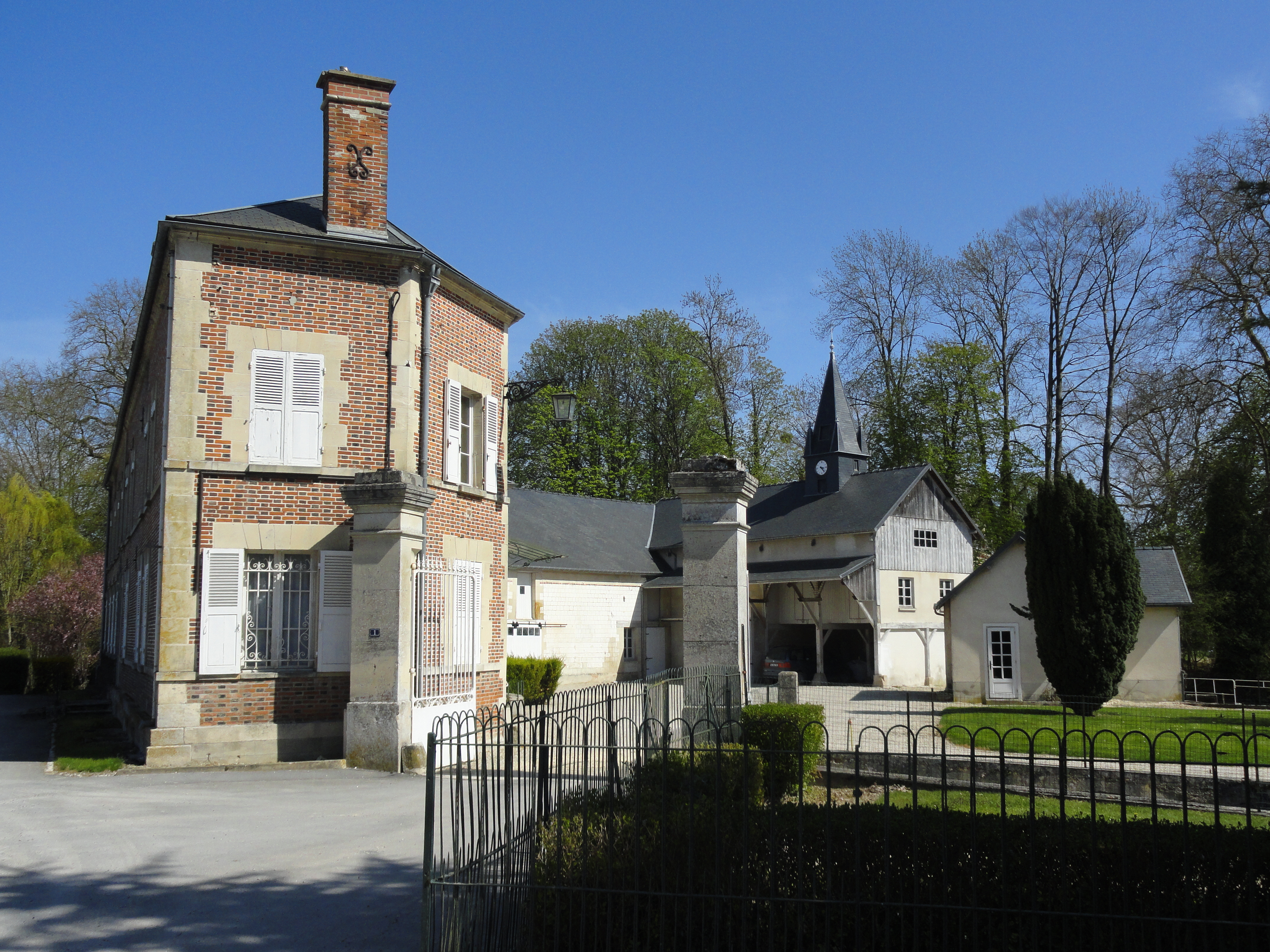
Mühle

- Kirche Saint-Louvent
- Schloss Pocancy
- Mühle